# Kärna landskommun
Kärna landskommun var en tidigare kommun i Östergötlands län.

## Administrativ historik
Den 1 januari 1863, när kommunalförordningarna började tillämpas, skapades över hela riket cirka 2 500 kommuner, varav 89 städer, 8 köpingar och resten landskommuner. Då inrättades i Kärna socken i Hanekinds härad i Östergötland denna kommun.
År 1952 genomfördes den första av 1900-talets två genomgripande kommunreformer i Sverige. Då bildade Kärna "storkommun" genom sammanläggning med de tidigare kommunerna Kaga, Ledberg och Slaka.
Kommunen upphörde år 1967 för att ingå i Linköpings stad, från 1971 Linköpings kommun.
Kommunkoden 1952–70 var 0522.

### Kyrklig tillhörighet
I kyrkligt hänseende tillhörde kommunen Kärna församling. Den 1 januari 1952 tillkom församlingarna Kaga, Ledberg och Slaka.

## Geografi
Kärna landskommun omfattade den 1 januari 1952 en areal av 93,66 km², varav 86,41 km² land.

### Tätorter i kommunen 1960
| Tätort      | Folkmängd |
| ----------- | --------- |
| Malmslätt   | 1 721     |
| Jägarvallen | 384       |

Tätortsgraden i kommunen var den 1 november 1960 50,7 procent.

## Politik

### Mandatfördelning i valen 1938–1962
| 13 | 7 |

| 19 |

| 14 | 6 |

| 17 | 3 |

| 1 | 14 | 5 |

| 17 | 3 |

| 18 | 4 | 4 | 4 |

| 28 |

| 17 | 3 | 5 | 5 |

| 28 |

| 17 | 4 | 3 | 6 |

| 26 |

| 17 | 5 | 4 | 4 |

| 26 |